# Sarunga
Sarunga là một chi bướm đêm thuộc họ Erebidae.